# Vela ai Giochi della VIII Olimpiade - 6 metri
La competizione della categoria 6 metri  di vela ai Giochi della VIII Olimpiade si tenne dal 21 al 26 luglio 1924 a Le Havre.

## Eliminatorie
Tutte le barche parteciparono a tutte e tre le regate di qualificazione. In ogni regata, solo le prime due si qualificarono per la fase finale.

### 1ª regata
Si è disputata il 21 luglio.
| Pos. | Nazione     | Nome Barca - Atleti                                        | Tempo    |
| ---- | ----------- | ---------------------------------------------------------- | -------- |
| 1    | Danimarca   | Bonzo Vilhelm Vett, Knud Degn, Christian Nielsen           | 2h13'04" |
| 2    | Paesi Bassi | Willem-Six Joop Carp, Anthonij Guépin, Jan Vreede          | 2h15'21" |
| 3    | Norvegia    | Elisabeth V Anders Lundgren, Eugen Lunde, Christopher Dahl | 2h15'45" |
| 4    | Svezia      | Aloha II Nils Rinman, Olle Rinman, Magnus Hellström        | 2h17'53" |
| 5    | Italia      | Mebi Carlo Nasi, Cencio Massola, Roberto Moscatelli        | 2h18'25" |
| 6    | Belgio      | Ciss Léon Huybrechts, John Klotz, Léopold Standaert        | 2h18'29" |
| 7    | Spagna      | Amolgavar Arturo Masbové, Santiago Amat, Pedro Pi          | 2h21'35" |
| 8    | Francia     | Sandra Édouard Moussié, Georges Herpin, Henri Louit        | 2h23'28" |
| -    | Cuba        | Hatuey Enrique Conill, Pedro Cisneros, Antonio Saavedra    | DNF      |

### 2ª regata
Si è disputata il 22 luglio.
| Pos. | Nazione     | Nome Barca - Atleti                                        | Tempo    |
| ---- | ----------- | ---------------------------------------------------------- | -------- |
| 1    | Norvegia    | Elisabeth V Anders Lundgren, Eugen Lunde, Christopher Dahl | 4h34'00" |
| 2    | Danimarca   | Bonzo Vilhelm Vett, Knud Degn, Christian Nielsen           | 4h35'53" |
| 3    | Francia     | Sandra Édouard Moussié, Georges Herpin, Henri Louit        | 4h36'56" |
| 4    | Svezia      | Aloha II Nils Rinman, Olle Rinman, Magnus Hellström        | 4h40'35" |
| 5    | Italia      | Mebi Carlo Nasi, Cencio Massola, Roberto Moscatelli        | 4h45'38" |
| 6    | Spagna      | Amolgavar Arturo Masbové, Santiago Amat, Pedro Pi          | 4h53'47" |
| 7    | Belgio      | Ciss Léon Huybrechts, John Klotz, Léopold Standaert        | 4h54'15" |
| 8    | Cuba        | Hatuey Enrique Conill, Pedro Cisneros, Antonio Saavedra    | 5h09'25" |
| AC   | Paesi Bassi | Willem-Six Joop Carp, Anthonij Guépin, Jan Vreede          | DNF      |

### 3ª regata
Si è disputata il 23 luglio.
| Pos. | Nazione     | Nome Barca - Atleti                                        | Tempo    |
| ---- | ----------- | ---------------------------------------------------------- | -------- |
| 1    | Norvegia    | Elisabeth V Anders Lundgren, Eugen Lunde, Christopher Dahl | 1h46'42" |
| 2    | Paesi Bassi | Willem-Six Joop Carp, Anthonij Guépin, Jan Vreede          | 1h50;14" |
| 3    | Belgio      | Ciss Léon Huybrechts, John Klotz, Léopold Standaert        | 1h51'14" |
| 4    | Svezia      | Aloha II Nils Rinman, Olle Rinman, Magnus Hellström        | 1h53'13" |
| 5    | Francia     | Sandra Édouard Moussié, Georges Herpin, Henri Louit        | 2h07'08" |
| -    | Danimarca   | Bonzo Vilhelm Vett, Knud Degn, Christian Nielsen           | DNF      |
| -    | Italia      | Mebi Carlo Nasi, Cencio Massola, Roberto Moscatelli        | DNF      |
| -    | Spagna      | Amolgavar Arturo Masbové, Santiago Amat, Pedro Pi          | DNF      |
| -    | Paesi Bassi | Willem-Six Joop Carp, Anthonij Guépin, Jan Vreede          | DNF      |

## Fase Finale

### 1ª regata
Si è disputata il 25 luglio.
| Pos. | Nazione     | Nome Barca - Atleti                                        | Tempo    |
| ---- | ----------- | ---------------------------------------------------------- | -------- |
| 1    | Norvegia    | Elisabeth V Anders Lundgren, Eugen Lunde, Christopher Dahl | 2h18'25" |
| 2    | Paesi Bassi | Willem-Six Joop Carp, Anthonij Guépin, Jan Vreede          | 2h19'35" |
| 3    | Danimarca   | Bonzo Vilhelm Vett, Knud Degn, Christian Nielsen           | 2h23'06" |

### 2ª regata
Si è disputato il 26 luglio.
| Pos. | Nazione     | Nome Barca - Atleti                                        | Tempo    |
| ---- | ----------- | ---------------------------------------------------------- | -------- |
| 1    | Norvegia    | Elisabeth V Anders Lundgren, Eugen Lunde, Christopher Dahl | 2h02'57" |
| 2    | Danimarca   | Bonzo Vilhelm Vett, Knud Degn, Christian Nielsen           | 2h05'22" |
| 3    | Paesi Bassi | Willem-Six Joop Carp, Anthonij Guépin, Jan Vreede          | 2h06'26" |

## Classifica Finale
| Pos.    | Nazione     | Nome Barca - Atleti                                        | Fase Finale | Fase Finale | Fase Finale | Fase Eliminatoria | Fase Eliminatoria | Fase Eliminatoria | Fase Eliminatoria |
| Pos.    | Nazione     | Nome Barca - Atleti                                        | 1ª          | 2ª          | Totale      | 1ª                | 2ª                | 3ª                | Totale            |
| ------- | ----------- | ---------------------------------------------------------- | ----------- | ----------- | ----------- | ----------------- | ----------------- | ----------------- | ----------------- |
| Oro     | Norvegia    | Elisabeth V Anders Lundgren, Eugen Lunde, Christopher Dahl | 1           | 1           | 2           | 3                 | 1                 | 1                 | 5                 |
| Argento | Danimarca   | Bonzo Vilhelm Vett, Knud Degn, Christian Nielsen           | 3           | 2           | 5           | 1                 | 2                 | 8                 | 11                |
| Bronzo  | Paesi Bassi | Willem-Six Joop Carp, Anthonij Guépin, Jan Vreede          | 2           | 3           | 5           | 2                 | 8                 | 2                 | 12                |
| 4       | Svezia      | Aloha II Nils Rinman, Olle Rinman, Magnus Hellström        |             |             |             | 4                 | 4                 | 4                 | 12                |
| 5       | Belgio      | Ciss Léon Huybrechts, John Klotz, Léopold Standaert        |             |             |             | 6                 | 7                 | 3                 | 16                |
| 5       | Francia     | Sandra Édouard Moussié, Georges Herpin, Henri Louit        |             |             |             | 8                 | 3                 | 5                 | 16                |
| 7       | Italia      | Mebi Carlo Nasi, Cencio Massola, Roberto Moscatelli        |             |             |             | 5                 | 5                 | 8                 | 18                |
| 8       | Spagna      | Amolgavar Arturo Masbové, Santiago Amat, Pedro Pi          |             |             |             | 7                 | 6                 | 8                 | 21                |
| 9       | Cuba        | Hatuey Enrique Conill, Pedro Cisneros, Antonio Saavedra    |             |             |             | 8                 | 8                 | 8                 | 24                |